# اوفاس (بني رزين)
اوفاس هي إحدى مشيخات المملكة المغربية، تتبع جغرافيا لإقليم شفشاون وإداريًا لبني رزين. يقدر عدد سكانها بـ 2976 نسمة حسب الإحصاء الرسمي للسكان والسكنى لسنة 2004.